# Rue de Valmy (Nantes)
Pour les articles homonymes, voir Rue de Valmy.
La rue de Valmy est une voie du centre-ville de Nantes, en France.

## Situation et accès
La rue de Valmy, qui relie l'avenue Carnot au quai Ferdinand-Favre, est bitumée et ouverte à la circulation automobile. Elle rencontre sur son côté nord le cours du Champ-de-Mars. Ses deux voies de circulation sont séparées par un terre-plein où se trouve l'accès à une aire de stationnement souterraine, le parking « cité des Congrès ».

## Origine du nom
Son nom fut attribué en souvenir de la bataille de Valmy qui, le 20 septembre 1792, vit la victoire de l'armée française face à la Première Coalition.

## Historique
Cette voie qui a été ouverte en 1900 et a pris sa dénomination actuelle en 1901, marquait la limite nord-est du Champ de Mars.
Depuis les années 1990, les abords de cette voie ont fait l'objet d'un aménagement urbain qui donna naissance à plusieurs constructions importantes : l'immeuble abritant le siège de Nantes Métropole sur le côté nord-est ; et en 1992, le centre des congrès.